# Gumlösa Kirke
Gumlösa Kirke er en kirkebygning øst for Hässleholm i Skåne. 
Den blev indviet den 26. oktober 1191 af ærkebiskop Absalon i nærvær af den norske ærkebiskop Eirik Ivarsson af Nidaros og den svenske biskop Stenar af Växjö. Kirken er en af de ældste murstensbygninger i Norden.
Ridderen i Gumlösa Trugot Ketilsen fik kirken begavet med udsøgte relikvier som en splint af Jesu kors og et brudstykke af klippen ved hans grav. For ikke at tale om et af jomfru Marias hovedhår og et af apostlen Peters skæghår..
Gumløse Kirke endte på andenpladsen i en afstemning i 1999 om årtusindets bygningsværk i Sverige .
56°10′26″N 13°58′18″Ø / 56.17389°N 13.97167°Ø